# Revocazione
La revocazione ad istanza di parte è un mezzo di impugnazione del diritto italiano. È a critica vincolata, in quanto la legge stabilisce a priori, ex art. 395 c.p.c., i motivi per cui essa può essere proposta.

## Tipologie
È ritenuta essere un mezzo di impugnazione in senso stretto (che si differenzia dai mezzi di gravame, i quali sono l'impugnazione in appello, il regolamento di competenza e l'opposizione di terzo ordinaria). In quanto tale, la revocazione presenta, come istituto, una netta distinzione tra fase rescindente, che mira a togliere di mezzo la sentenza impugnata, e fase rescissoria che mira a sostituire la decisione revocata con un'altra decisione di merito. Entrambe queste fasi sono affidate al medesimo giudice, confluendo anche nella medesima sentenza.
Al pari di ogni altra impugnazione, la revocazione costituisce, secondo parte della dottrina, un rimedio contro le ingiustizie della sentenza. 
Dall'esame dei motivi e della identificazione dei provvedimenti impugnabili si deduce che la causa che ne determina l'ingiustizia è esterna al processo o al procedimento logico-giuridico di formazione della sentenza.
Le sentenze impugnabili per revocazione sono:
- Quelle pronunciate in grado di appello o in unico grado
- Le sentenze di primo grado, a condizione che sia scaduto il termine per l'appello e limitatamente ai motivi indicati ex art.395 c.p.c. nº 1,2,3,6, sempre che le circostanze che ne determinino la revocazione siano state scoperte dopo la scadenza del termine.

Ricordiamo che in base alla sentenza della Corte Costituzionale nº36/1991 è prevista la revocazione per le sentenze della Corte di cassazione per errore di fatto nella lettura di atti interni al suo stesso giudizio. 
Nell'ambito dei motivi è inoltre importante la distinzione tra i nn.1,2,3,6 ed i nn. 4,5 del predetto articolo in quanto il primo gruppo di motivi, che vengono usualmente definiti come straordinari, si basa su circostanze che possono essere scoperte in qualunque momento ed il termine inizia a decorrere a norma del all'326 c.p.c dal giorno in cui è stato scoperto il dolo o la falsità o è stato recuperato il documento.
Al secondo gruppo di motivi, quelli ordinari, appartengono quelle circostanze conoscibili dalla semplice lettura della sentenza e quindi il termine ha decorso dalla notificazione o dalla pubblicazione della stessa.
Legittimati ad impugnare sono solo le parti nei riguardi delle quali è stata emessa la sentenza.

## I motivi della revocazione
I motivi sono espressamente indicati nell'art 395 c.p.c. e sono:
Dolo di una parte a danno dell'altra
Poiché appare pacifico che nessuna parte è tenuta a compiere atti o fare dichiarazioni contro il proprio interesse, per dolo intendiamo gli artifizi o i raggiri posti in essere da una parte per paralizzare ovvero menomare fortemente la difesa avversaria. 
Di contro, il semplice silenzio su circostanze sfavorevoli non integra motivo di revocazione, salvo che tale silenzio non sia parte di un progetto fraudolento più vasto, volto a danneggiare il proprio avversario. È naturalmente implicito che tali artifizi o raggiri debbano essere determinanti sulla decisione della lite, impedendo alla controparte di difendersi ma altresì al giudice di percepirne l'esatta realtà processuale con susseguente ingiustizia della sentenza.
Prove riconosciute o dichiarate false dopo la sentenza, o che la parte soccombente ignorava essere state riconosciute o dichiarate false prima di esse
Il riconoscimento della falsità della prova deve provenire dall'avversario che, giovandosi di essa, aveva vinto la causa; la dichiarazione invece deve risultare da una sentenza civile o penale passata in giudicato.
Ritrovamento dopo la sentenza di documenti decisivi, che la parte non aveva potuto produrre in giudizio per causa di forza maggiore o per fatto dell'avversario
Si tratta di qualsiasi prova documentale, atta a modificare l'esito della lite a favore della parte soccombente. Il ritrovamento deve essere comunque posteriore alla sentenza impugnata.
Tuttavia se la parte poteva, utilizzando la comune diligenza, procurarsi in corso di causa notizia sull'esistenza del documento o addirittura il documento stesso, questa non può chiedere successivamente la revocazione della sentenza. Inoltre non è ammessa la revocazione nel caso il documento fosse depositato in pubblici archivi.
Infine tali documenti devono essere decisivi e preesistere alla sentenza impugnata, riguardando fatti giuridici essenziali.
Errore di fatto risultante dagli atti o documenti della causa
Vi è questo errore quando la decisione viene a fondarsi sulla supposizione di un fatto la cui verità è incontrastabilmente esclusa oppure è supposta l'inesistenza di un fatto la cui verità è positivamente stabilita. L'errore in questione deve, innanzitutto, avere quale oggetto la percezione dei fatti e non investire la valutazione giuridica di essi, inoltre non deve essere un errore di giudizio dovendo essere cioè estraneo al procedimento logico in base al quale il giudice è giunto all'affermazione, alla negazione o alla valutazione di un determinato fatto.
Contrasto della sentenza con altra precedente avente tra le parti autorità di cosa giudicata, purché non abbia pronunciato sulla relativa eccezione
Si tratta del cosiddetto giudicato esterno, il quale opera solo su eccezione di parte. Ovviamente tale contrasto deve investire due sentenze, di cui una sia provvista di autorità di cosa giudicata materiale ex art.2909 c.c., pronunciate tra le stesse parti e sullo stesso oggetto. 
Ulteriore condizione perché possa aversi la revocazione è che la sentenza non abbia pronunciato sulla relativa eccezione.
Sentenza è effetto del dolo del giudice con sentenza passata in giudicato

## Forma e procedimento della revocazione
Il giudice competente per la revocazione è lo stesso che ha pronunciato la sentenza impugnata (da intendersi come ufficio giudiziario).
Tale competenza è funzionale ed inderogabile.
La domanda viene proposta con citazione, a meno che non si tratti di controversie su materie di lavoro dovendosi applicare l'art. 409 cpc. che sancisce la non derogabilità delle norme procedurali stabilite.
È tuttavia ammessa in caso di errore la sanatoria per raggiungimento dello scopo e conversione dell'atto, qualora entro il termine di decadenza vengano assolti quelli che sono gli oneri essenziali.
L'atto introduttivo deve contenere, a pena di inammissibilità, l'indicazione dei motivi di revocazione e delle prove relative ai fatti dedotti ed alla loro scoperta.
Inoltre l'attore deve depositare entro 20 giorni dalla notifica la citazione e la copia autentica della sentenza impugnata.
Gli intimati devono costituirsi nello stesso termine mediante deposito in cancelleria della comparsa di risposta. Secondo la Sent. 2691/78, qualora l'attore si sia costituito tempestivamente, è ammesso che le parti si possa costituire alla prima udienza.
L'art 401, prevede una forma di inibitoria con cui la parte soccombente può chiedere, con istanza inserita nella citazione introduttiva, la sospensione dell'esecuzione della sentenza impugnata.
L'art.398 come modificato dalla L.353/90 ha radicalmente innovato il sistema di coordinamento tra revocazione e cassazione, in quanto in passato la proposizione della revocazione comportava l'automatica sospensione del termine per ricorrere in cassazione oggi la sospensione si ottiene solo se venga ritenuto il gravame non manifestatamente infondato.
Con questa norma l'intento del legislatore era quello di evitare che la revocazione venisse usata per fini dilatori e per ritardare così il passaggio in giudicato della sentenza.

## Revocazione ad istanza del P.M.
A norma dell'art. 397 cpc la revocazione della sentenza può inoltre essere richiesta dal P.M. in cause in cui la legge prevede il suo intervento obbligatorio.
1. quando la sentenza sia stata pronunciata senza che egli sia stato sentito
2. quando la sentenza sia l'effetto della collusione posta in opera dalle parti per frodare la legge

La revocazione ad istanza del P.M. si accomuna ai casi già esaminati per l'identità delle sentenze impugnabili.
Il termine per proporla decorre dalla data in cui l'organo abbia avuto conoscenza della sentenza o della collusione ed il termine è di 30 giorni.
È opportuno ricordare che quando il P.M. ha il potere di azione egli ha la facoltà di proporre come ogni altra parte in giudizio qualsiasi impugnazione, quindi anche la revocazione per tutti i motivi previsti ex art. 395 cpc.